# Eusebios der Syrer
Eusebios der Syrer (gr. Ευσέβιος; * um 350 in Syria; † an einem 15. Februar um 440 bei Asikhan [gr. Ἀσιχᾶν] in Syria) war ein asketischer Mönch, Einsiedler und Seelsorger, der durch die Schriften des Theodoret von Kyrrhos überliefert wurde und als Heiliger verehrt wird.
Eusebios durchlief zunächst eine Erziehung bei gottesfürchtigen Altvätern, „Kämpfern und Streitern um die Tugend“.
Nachdem er sich in der asketischen Lehre vervollkommnet hatte, entschied er sich für das Leben eines Einsiedlers und kombinierte wie Marana und Cyra die allgemein übliche Askese mit einem Leben unter freiem Himmel. Hierfür suchte er sich einen Bergrücken in der Nähe des damals großen Dorfes Asikhan (gr. Ἀσιχᾶν) aus, wo er eine Umfriedung errichtete und deren Steine noch nicht einmal durch Lehm zusammenfügte. Er trug nur Tierfelle und erstarrte im Winter und verbrannte im Sommer. Mit den Jahren wurde sein Gesicht runzelig, und alle Glieder seines Körpers wurden wie ausgedörrt. Er war so mager, dass er seinen Gürtel in Höhe der Taille annähen musste, da dieser keinen Halt mehr fand.
Anfangs empfing er noch einige wenige Freunde, um sie über die göttlichen Dinge zu belehren. Später blockierte er auch den Eingang mit einem großen Stein und sprach mit der Außenwelt nur noch durch ein kleines Fenster, ohne sich dabei sehen zu lassen. Durch diese Verbindung erhielt er auch seine karge Nahrung, Hülsenfrüchte und einige wenige getrocknete Feigen. Auf diese Weise versuchte Eusebios, ständig in Verbindung zu Gott zu bleiben.
Schließlich wurde ihm auch dieser Kontakt zu viel, und er überkletterte im hohen Alter, als er kaum noch Zähne hatte, trotz seiner Gebrechlichkeit seine Umfriedung und floh vor den vielen Menschen, die seinen Segen erflehten, in ein Kloster der Umgebung. Der Abt dieses Klosters gestattete ihm, eine Mauerecke für eine kleine Umfriedung unter freiem Himmel zu nutzen. Hier vollendete Eusebios sein asketisches Leben im Alter von über neunzig Jahren, „zu unsagbarer Schwäche erschöpft“.
Eusebios wird in den Ostkirchen am 15. Februar verehrt.